# Collix subligata
Collix subligata là một loài bướm đêm trong họ Geometridae.